# Liste der Naturdenkmale in Talling
Die Liste der Naturdenkmale in Talling nennt die im Gemeindegebiet von Talling ausgewiesenen Naturdenkmale (Stand 18. März 2024).

## Naturdenkmale
| Nr.         | Bezeichnung | Lage                        | Beschreibung                 | Bild                                    |
| ----------- | ----------- | --------------------------- | ---------------------------- | --------------------------------------- |
| ND-7231-472 | Eiche       | Birkenallee, bei Nr. 2 Lage | Quercus sp.; um 1500 gekeimt | Direkt Bild zu diesem Denkmal hochladen |